# Heteronotus reticulata
Heteronotus reticulata är en insektsart som beskrevs av Hermann Burmeister. Heteronotus reticulata ingår i släktet Heteronotus och familjen hornstritar. Inga underarter finns listade i Catalogue of Life.